# Meridiano 78 W
O meridiano 78 W é um meridiano que, partindo do Polo Norte, atravessa o Oceano Ártico, América do Norte, Oceano Atlântico, Mar do Caribe, Panamá, América do Sul, Oceano Pacífico, Oceano Antártico, Antártida e chega ao Polo Sul. Forma um círculo máximo com o Meridiano 102 E.
Começando no Polo Norte, o meridiano 78º Oeste tem os seguintes cruzamentos:
| País, território ou mar | Notas |
| ----------------------- | --- |
| Oceano Ártico           | |
| Canadá                  | Ilha Ellesmere, Nunavut                                                                                   |
| Baía de Baffin          | |
| Canadá                  | Ilha Ellesmere, Nunavut                                                                                   |
| Baía de Baffin          | |
| Canadá                  | Nunavut - Ilha Bylot                                                                                      |
| Eclipse Sound           | |
| Canadá                  | Nunavut - Ilha de Baffin                                                                                  |
| Bacia de Foxe           | |
| Canadá                  | Nunavut - Ilha Koch                                                                                       |
| Bacia de Foxe           | |
| Canadá                  | Nunavut - Península de Foxe, Ilha de Baffin                                                               |
| Canal de Foxe           | |
| Canadá                  | Nunavut - Ilha sem nome a oeste da Ilha Mill                                                              |
| Canal de Foxe           | |
| Canadá                  | Nunavut - Ilha Nottingham                                                                                 |
| Canal de Foxe           | |
| Canadá                  | Nunavut - Ilhas Digges Quebec - Península de Ungava                                                       |
| Baía de Hudson          | |
| Canadá                  | Quebec - Península de Ungava                                                                              |
| Baía de Hudson          | |
| Canadá                  | Quebec - Península de Ungava Nunavut - Ilha Frazier                                                       |
| Baía de Hudson          | |
| Canadá                  | Quebec Ontário                                                                                            |
| Lago Ontário            | |
| Estados Unidos          | Nova Iorque Pensilvânia Maryland Virgínia Ocidental Virgínia Carolina do Norte                            |
| Oceano Atlântico        | |
| Bahamas                 | Ilha Grande Bahama                                                                                        |
| Oceano Atlântico        | Passa a oeste das Ilhas Berry, Bahamas                                                                    |
| Bahamas                 | Ilha de Andros                                                                                            |
| Oceano Atlântico        | |
| Cuba                    | Cayo Romano e ilha principal                                                                              |
| Mar das Caraíbas        | |
| Jamaica                 | |
| Mar das Caraíbas        | |
| Panamá                  | |
| Oceano Pacífico         | Passa a leste da Ilha Gorgona, Colômbia                                                                   |
| Colômbia                | |
| Equador                 | |
| Peru                    | |
| Oceano Pacífico         | |
| Oceano Antártico        | |
| Antártida               | Território reclamado pelo Reino Unido (Território Antártico Britânico) · e pelo Chile (Antártida Chilena) |